# Пирогов Володимир Миколайович
Володимир Миколайович Пирогов (нар. 5 січня 1846 — після 1913) — історик античності

## Життєпис та науковий доробок
Народився 5 січня 1846 у родині знаменитого хірурга та суспільного діяча Миколи Пирогова (1810–1881) і став молодшим сином від його першого шлюбу з Катериною Березиною.
Одержавши початкову домашню освіту, продовжив навчання за кордоном, обравши предметом свого інтересу давню римську історію. Займався в Гейдельберзі, Берліні та Лейпцизі (відвідував семінарій професора Т. Моммзена).
Перша праця, що у 1873 році принесла йому ступінь доктора філософії Берлінського університету, була присвячена розбору «Бревіарію» — короткої історії Риму у викладі Флавія Євтропія. Особливу увагу дослідник приділив питанню про успадкування автором традиції Тита Лівія. Висвітлення останнім в «Історії від заснування міста» подій періоду Другої Пунічної війни стало темою магістерської дисертації, яку він захистив восени 1878 року у Московському університеті.
Наукові студії Пирогова отримали високу оцінку з боку Олександра Трачевського та Федіра Успенського у відгуку для Ради ІНУ. У січні 1879 року він був одноголосно обраний на посаду доцента кафедри загальної історії ІНУ та приступив до читання курсу римської історії. 1882 року вчений був відряджений за кордон. Після повернення він продовжив роботу, однак, через хворобу та сімейні обставини, у лютому 1884 припинив викладання. У наступні роки вивчав найдавніший період історії, видав монографію, присвячену розбору провідних напрямків у сучасній науці (так званої солярної, метеорологічної, лінгвістичної теорій). Автор спирався, у тому числі й на положення, висловлені в роботах його колишніх колег по університету — Леопольда Воєводського та Дмитра Овсянико-Куликовського.
Подальша доля вченого практично невідома: ймовірно, він подовгу жив за кордоном, що було пов'язано з необхідністю лікування важкої хвороби. Останнім свідченням про нього служить лист Василю Розанову, відправлений наприкінці 1913 року з Марселя.

## Праці
- Исследование по Римской истории преимущественно в области Третьей декады Ливия. — СПб., 1878; Семасиологические и археологические темы по истории первобытной культуры. — Одесса, 1887.